# The Night Agent
The Night Agent (bra: O Agente Noturno; prt: O Agente da Noite) é uma série de televisão americana de suspense e ação criada por Shawn Ryan baseada no romance de mesmo nome (The Night Agent) de Matthew Quirk. Estrelando Gabriel Basso no papel principal, Luciane Buchanan e Hong Chau a série estreou na Netflix em 23 de março de 2023. Em 29 de março de 2023, a série foi renovada para uma segunda temporada, com data para o ano de 2024.

## Trama
A história segue Peter Sutherland (Basso), um agente do FBI de baixo escalão que trabalha no porão da Casa Branca no programa Ação Noturna. Sua função inclui vigiar um telefone secreto que nunca toca e estar sempre a postos para atendê-lo.
Certo dia o aparelho de comunicação recebe uma ligação de emergência e o protagonista descobre que está em andamento uma perigosa e fatal conspiração envolvendo espionagem nos níveis mais altos do governo dos Estados Unidos. Encarregado de proteger uma civil, a ex-CEO Rose Larkin (Buchanan), dos assassinos dos seus tios - que eram agentes noturnos -, Peter mergulha em uma busca desesperada pelo traidor da nação enquanto trabalha ao lado dela e vê no centro de dessa conspiração letal.

## Elenco e personagens

### Principal
- Gabriel Basso como Peter Sutherland, um agente do FBI que trabalha na Casa Branca como telefonista da Ação Noturna.
- Luciane Buchanan como Rose Larkin, uma jovem empresária de segurança cibernética e sobrinha de dois agentes da Ação Noturna.
- Fola Evans-Akingbola como Chelsea Arrington, uma ambiciosa agente do Serviço Secreto dos EUA que lidera a equipe de proteção de Maddie Redfield.
- Sarah Desjardins como Maddie Redfield, a filha do Vice-Presidente.
- Eve Harlow como Ellen, uma assassina imprevisível.
- Phoenix Raei como Dale, um assassino profissional e parceiro de Ellen.
- Enrique Murciano como Ben Almora, o diretor do Serviço Secreto.
- DB Woodside como Erik Monks, um agente veterano do Serviço Secreto dos EUA recém designado para a equipe de proteção de Maddie.
- Hong Chau como Diane Farr, chefe de gabinete da Casa Branca.

### Recorrente
- Robert Patrick como Jamie Hawkins, o vice-diretor do FBI.
- Christopher Shyer como Vice-Presidente Ashley Redfield, o Vice-Presidente dos Estados Unidos.
- Kari Matchett como Presidente Michelle Travers, a Presidente dos Estados Unidos.
- Ben Cotton como Gordon Wick, o CEO da misteriosa empreiteira governamental "Industrias Turn Lake".
- Andre Anthony como Matteo Warley / Colin Warley, homem com a tatuagem de serpente na lateral do corpo.
- Toby Levins como Nathan Briggs, um agente do Serviço Secreto dos EUA que faz parte da equipe de segurança do vice-presidente.
- Jessie Liang como Valerie (Val), secretária da chefe de gabinete da Casa Branca, Diane Farr.
- Curtis Lum como Francisco (Cisco), amigo policial de Peter.
- Grayston Holt como Paulo, professor de artes de Maddie.
- Hiro Kanagawa como Diretor Willett, diretor do FBI.
- Adam Tsekhman como Omar Zadar.

- Sebastien Roberts como Peter Sutherland Sr., pai de Peter.

## Produção

### Desenvolvimento
Em 24 de dezembro de 2020, foi revelado que a Sony Pictures Television estava programada para produzir a adaptação para série do livro de Matthew Quirk, The Night Agent, com Shawn Ryan definido para escrever a série. Em 21 de julho de 2021, a série foi adquirida pela Netflix, com Seth Gordon escolhido para dirigir o episódio piloto e produzir a série de 10 episódios com Ryan, Marney Hochman, Julia Gunn, James Vanderbilt, William Sherak, Paul Neinstein, Nicole Tossou e David Beaubaire. A série foi lançada na Netflix em 23 de março de 2023. Em 29 de março de 2023, a Netflix renovou a série para uma segunda temporada, com data para o ano de 2024.
Em um primeiro instante, a Netflix não curtiu muito a proposta da série. Jinny Howe, a chefe do Departamento de Drama da empresa, responsável por gerenciar séries aclamadas como Bridgerton, Inventing Anna, Maid, entre outras, sugeriu mudanças importantes no roteiro do piloto (primeiro episódio), alterações que deixariam a narrativa mais envolvente e misteriosa, ideal para o streaming. O criador de The Night Agent acatou as dicas, fez os ajustes e o resultado está aí, uma série de sucesso.

### Escolha do elenco
Em 22 de novembro de 2021, Gabriel Basso e Luciane Buchanan foram escalados para a série. Em 1º de fevereiro de 2022, Hong Chau, DB Woodside, Fola Evans-Akingbola, Eve Harlow, Phoenix Raei, Enrique Murciano e Sarah Desjardins se juntaram ao elenco como regulares da série. Em 24 de fevereiro de 2023, Kari Matchett foi escalada ao elenco em um papel recorrente.

## Recepção
Apesar da recente estreia no catálogo da Netflix, O Agente Noturno já tem uma boa performance entre o público e uma recepção positiva entre a crítica especializada, como indicam os sites agregadores. No IMDb, a produção original do streaming tem nota 7.4 de 10, com base em 1,2 mil considerações. Já no Rotten Tomatoes, a adaptação tem um índice de aprovação de 74% entre a crítica e de 82% em relação à audiência com uma classificação média de 6,7/10, com base em 16 resenhas críticas. "O consenso dos críticos do site diz, "Consumido com rapidez como uma leitura na praia e tão esquecível quanto, The Night Agent é um thriller de espionagem rotineiro contado com bravata louvável." O Metacritic, que usa uma média ponderada, atribuiu uma pontuação de 68 em 100 com base em 12 críticas, indicando "críticas geralmente favoráveis". 
Comparando The Night Agent e Rabbit Hole no New York Times, Mike Hale escreve: "Os dois novos shows são ... alegres, loucamente implausíveis. Night Agent está em um nível mais de carne e batatas... mas envolve o espectador de uma maneira suficientemente provocativa para levar os fãs hard-core do gênero através de seus 10 episódios."
Lucy Mangan, do The Guardian, deu ao show 4 de 5 estrelas, escrevendo: "É uma propulsiva, mais escorregadia do que escorregadia divertida, com cada curva fechada perfeitamente negociada. Há boas performances - especialmente de Basso, que consegue duas ou três notas do que poderia facilmente ter sido uma parte de uma nota."
Na revista Variety, o jornalista Daniel D'Addario tece comentários mistos sobre a série, alegando inicialmente que o "show não é perfeito: no final, muito é resolvido com um pouco de exposição, e há momentos em que o diálogo não é tão afiado quanto os intérpretes". Ele completa com o elogio de que é "um prazer ver um show melhor do que poderia ter sido [...], O Agente Noturno desperta curiosidade e intriga, uma série ricamente detalhada que impulsiona os espectadores em um ritmo implacável".
Já no site Decider, o crítico Joel Keller comenta que a série "é um programa com muitos personagens comuns e uma conspiração que não começa de uma maneira particularmente interessante".
De acordo com a Netflix, a série teve 168,71 milhões de horas de visualizações em todo o mundo nos primeiros quatro dias, a terceira maior para uma série de estreia.